# Episcopalis communio
Episcopalis communio ( Comunhão Episcopal ) é uma constituição apostólica promulgada pelo Papa Francisco em 15 de setembro de 2018. Toma nota das várias organizações utilizadas durante o anterior Sínodo dos Bispos e define que o seu documento final "participa do magistério ordinário".

## Histórico e publicação
Episcopalis communio é apresentada como a implementação lógica da exortação apostólica Evangelii gaudium, carta programática de Francisco para seu pontificado, onde Francisco expressou sua intenção de "reformar profundamente todas as estruturas eclesiais, para que se tornem mais missionárias". O sínodo dos bispos deve ser um meio de colegialidade e “se tornar sempre mais e mais um canal adequado para a evangelização do mundo atual do que para a autopreservação.”  Francisco já havia realizado sínodos sobre a família ( 2014, 2015) e sobre a juventude (2018), e promulgou Episcopalis communio após o sínodo regional na região Pan-Amazônica (2019). Alguns analistas supõem que a maior conquista do papado de Francisco pode ser a criação de uma Igreja Católica mais sinodal, onde os sínodos servem como plataforma para um debate aberto e enérgico.
Episcopalis communio foi assinado em 15 de setembro pelo Papa Francisco e promulgado três dias depois. Segundo o Cardeal Lorenzo Baldisseri, esta data lembra a criação do Sínodo dos Bispos em 1965 pelo Papa Paulo VI.

## Conteúdo
De acordo com o secretário do conselho sinodal Fabio Fabene, uma das principais características dos sínodos sob Francisco é "ouvir o máximo possível a realidade e as pessoas", em particular a organização de inquéritos preliminares. A nova constituição prevê que os leigos enviem suas contribuições diretamente ao secretário-geral do sínodo. O documento também especifica o trabalho que deve ser realizado após o Sínodo e prevê a possibilidade de uma reunião pré-sinodal como para o Sínodo dos Bispos sobre Jovens, Fé e Discernimento Vocacional. A constituição afirma que "se o Romano Pontífice concedeu o poder deliberativo à Assembleia sinodal, [...] o Documento Final participa do Magistério Ordinário do Sucessor de Pedro, uma vez ratificado e promulgado por ele".